# (5356) Neagari
(5356) Neagari – planetoida z pasa głównego planetoid.

## Odkrycie i nazwa
Odkryli ją Kin Endate i Kazurō Watanabe 21 marca 1991 roku w obserwatorium w Kitami. Nazwa planetoidy pochodzi od Neagari (dzisiejsze Nomi) – starego miasta w Japonii w prefekturze Ishikawa, w środkowej części wyspy Honsiu. Przed nadaniem nazwy planetoida nosiła oznaczenie tymczasowe 1991 FF1.

## Orbita
(5356) Neagari obiega Słońce w średniej odległości 2,61 j.a. w czasie 4 lat i 76 dni.